# Sega Channel

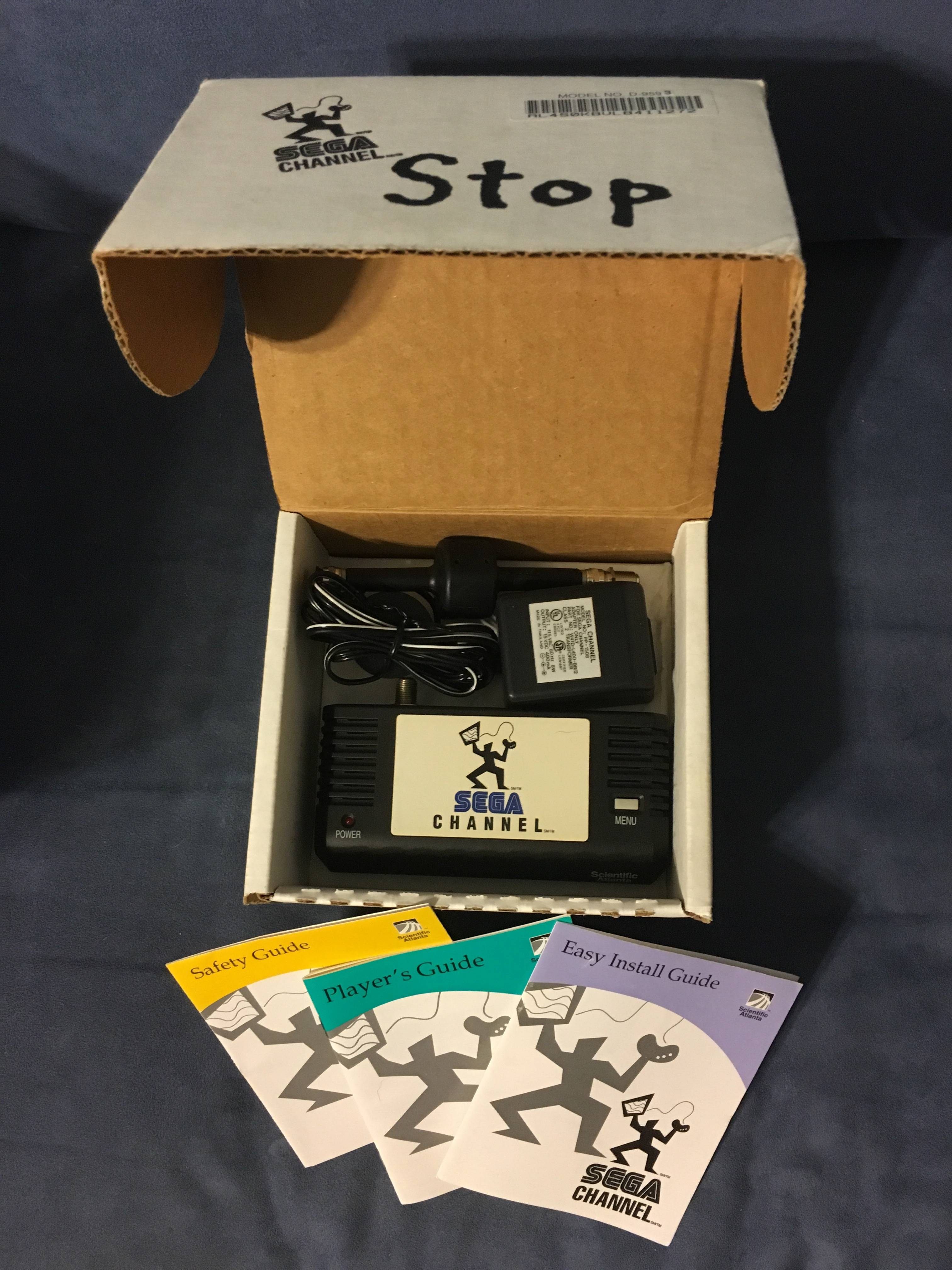
Adaptador do Sega Channel.

Sega Channel foi um projeto desenvolvido pela Sega para os console de16 bits Sega Mega Drive. A partir de 1994, o Sega Channel serviço foi prestado ao público pela Time Warner Cable e TCI, que mais tarde foi adquirida pela Antiga AT & T, o cabo durante a sua aquisição virtual, que formou AT&T Broadband.
Para uma assinatura mensal, a taxa era normalmente de US$ 14,95, dependendo da localização, juntamente com uma taxa de US$ 25 para a ativação. O assinante ocuparia um adaptador, que conectado ao cartucho Genesis slot, estaria ligado à sua televisão, possuindo uma conexão a cabo. O serviço proporcionava o acesso ilimitado a 50 jogos, selecionáveis através de um menu na tela, com os novos jogos que aparecem todos os meses e a cada 2 semanas. Os jogos seriam descarregados em cerca de 1 minuto. Estes jogos foram organizados por gênero, como: Ação, Luta, Aventura e Família. Cada mês, havia um tema especial com (originalmente) composto de novas categorias de músicas, artes e jogos.
A Sega também gerou várias promoções através do serviço:
- "test drives" especiais para seus títulos foram fornecidos. Em alguns, depois de um certo prazo (15 minutos),  a jogabilidade era encerrada e o jogador voltava ao menu. Outros jogos tinham conteúdo limitado, por exemplo, Primal Rage tinha apenas dois personagens jogáveis e Sonic 3D Blast que terminava depois de concluir a primeira fase.
- Modificações especiais dos jogos existentes foram realizadas para o Sega Channel, a mais popular dessas versões especiais foi o Earthworm Jim produzida pela Brilliant Entertainment.
- Alguns jogos não liberados nos Estados Unidos, eram exclusivos para o serviço.
- Cheats e dicas poderiam ser acessados pelo serviço, que apareciam enquanto os jogos eram baixados.
- Ao longo de todo o serviço da Sega, foram obtidos vários concursos, onde os jogadores poderiam ganhar: Arcades, máquinas de projeção, TVs, BMX, motos etc.

O serviço foi também disponível no Canadá, em algumas partes do Reino Unido sobre certos serviços a cabo, no Chile sobre a extinta Metropolis (empresa a cabo) e na Argentina em uma sucursal nacional (TCI), Cablevisión TCI. Além disso, na Austrália, pela Austar e na extinta Galaxy.
Para fornecer o Sega Channel, um cabo da empresa teria que ser instalado, juntamente com um novo equipamento em sua "headend" (do Mega Drive), integrar um serviço de autorização em suas vendas no centro e comprar os adaptadores de jogo. Os adaptadores de jogo, foram fabricados pela Scientific Atlanta e General Instruments, com um custo para os operadores a cabo de cerca de US$ 100 por unidade. Além disso, muitos operadores a cabo tinham de limpar o seu sinal transmitido na cabeça-final e todos os caminhos para a "pole" para garantir que o sinal fosse recebido. A Sega, desempenhou um papel importante na melhoria da infra-estrutura para o futuro dos serviços com cabo digital, bem como o acesso à Internet em banda larga e serviços de telefonia digital. No seu auge, o Sega Channel estava disponível para um terço dos Estados Unidos e tinha 250000 assinantes.
O Sega Channel acabou por fracassar devido à reforma na plataforma de jogos do Sega Genesis e as dificuldades econômicas para os operadores a cabo. O serviço terminou em 31 de julho de 1998, como os desenvolvedores determinaram que a duração limitada da tecnologia 16 bits estava em risco devido ao surgimento da próxima geração de tecnologias com 32 e 64 bits, utilizadas por desenvolvedores de consoles (Sega, Sony e Nintendo), juntamente com o crescimento explosivo da Internet. Infelizmente, como ele terminou, o mesmo fizeram com o acesso as traduções do Inglês, incluindo aquelas bem notáveis em: Alien Soldier , Golden Axe III , Mega Man: The Wily Wars e Pulseman .